# Horten H VI

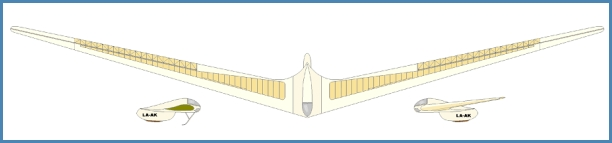
Zeichnung der hochgestreckten H VI

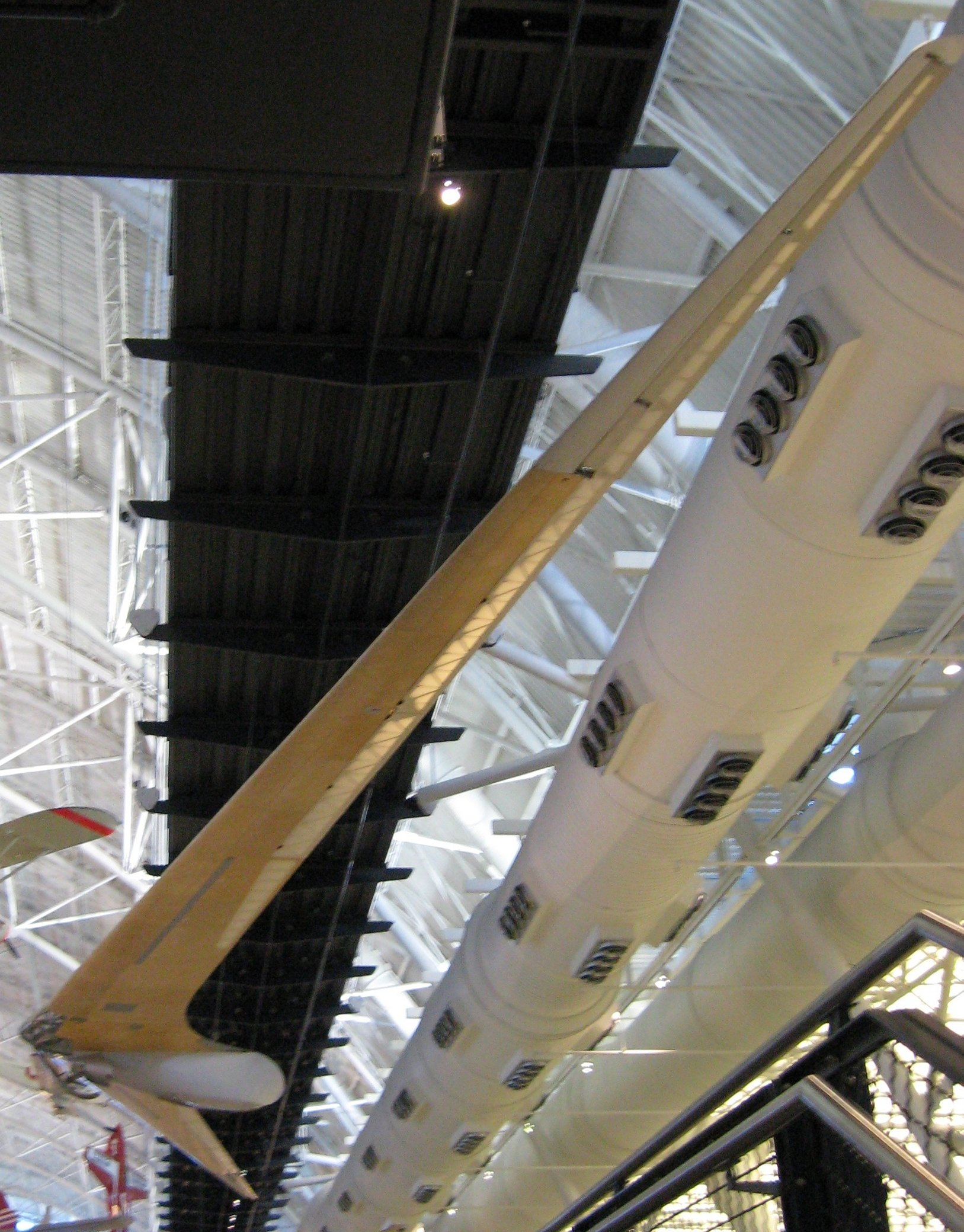
H VI V2 im Steven F. Udvar-Hazy Center

Die Horten H VI war ein Hochleistungs-Nurflügel-Segelflugzeug der Brüder Horten.
Entwickelt wurde das Flugzeug 1943/44 auf Basis der Horten H IV als Rekordflugzeug für den Segelflug. Das Flugzeug war eine vergrößerte H IV. Ziel war es, im Vergleichsfliegen mit dem seinerzeit besten Segelflugzeug, der D-30 „Cirrus“, ebendieses in den Flugleistungen zu übertreffen, was auch gelang. Beide Flugzeuge waren in ihren Eckdaten ähnlich und verfügten über die größten bis dahin im Flugzeugbau verwirklichten Streckungen der Tragflächen.
Die H VI soll auch als Horten Ho 253 bezeichnet worden sein.
Die einzig erhaltene H VI V2 befindet sich zusammen mit den Resten einer H IIIg und der H IX V3 im Steven F. Udvar-Hazy Center in den USA.

## Technische Daten
| Kenngröße             | Daten                |
| --------------------- | -------------------- |
| Besatzung             | 1                    |
| Länge                 |                      |
| Spannweite            | 24,2 m               |
| Höhe                  |                      |
| Flügelfläche          | 17,8 m²              |
| Flügelstreckung       | 32,4                 |
| V-Stellung            | 5°                   |
| Gleitzahl             | 45                   |
| Geringstes Sinken     | 0,45 m/s bei 70 km/h |
| Leermasse             | 330 kg               |
| max. Startmasse       | 410 kg               |
| Flächenbelastung      | 23,0 kg/m²           |
| Höchstgeschwindigkeit | 200 km/h             |
| Landegeschwindigkeit  | 64 km/h              |